# Nambiyur
Nambiyur es una ciudad y nagar Panchayat situada en el distrito de Erode en el estado de Tamil Nadu (India). Su población es de 16379 habitantes (2011). Se encuentra a 49 km de Erode y a 59 km de Coimbatore.

## Demografía
Según el censo de 2011 la población de Nambiyur era de 16379 habitantes, de los cuales 8130 eran hombres y 8249 eran mujeres. Nambiyur tiene una tasa media de alfabetización del 72,72%, inferior a la media estatal del 80,09%: la alfabetización masculina es del 80,76%, y la alfabetización femenina del 64,82%.